# Хачатур Абовян
Хачатур Абовян (на арменски: Խաչատուր Աբովյան, 1805 – 1848) е арменски писател, просветител, педагог, етнограф, родоначалник на новата арменска литература и на съвременния арменски литературен език. Романи: „Раните на Армения“, (1841 – 1843), повести, пиеси, педагогически трудове.

## Избрана библиография

### Романи
- Раните на Армения, или скърбите на патриота (Тифлис, 1858)
- Историята на Тигран, или морален наръчник за арменските деца (1941)

### Разкази
- Турското девойче (Ереван, 1941)

### Педагогически съчинения
- Въведение в пропедевтиката (Тифлис, 1838)
- Сборник с упражнения по алгебра (1868)
- Нова теоретична и практическа граматика по руски език за арменци (1839)

### Поезия
- Каната за вино (Тифлис, 1912)
- Народни песни (Ереван, 1939)
- Стихотворения (Ереван, 1941)
- Стихотворения за деца (Ереван, 1941)

### Басни
- Забавления за запълване на свободното време (Тифлис, 1864, включва и пиесата Теодора)
- Басни (Ереван, 1941)

## Галерия
- Паметник на Хачатур Абовян в Канакер
- Паметник на Хачатур Абовян в Ереван
- Паметник на Хачатур Абовян в Дилиян
- Паметник на Хачатур Абовян в Парка на азбуката в Апаран